# Curtis Yarvin
Curtis Guy Yarvin (nascido em 25 de junho de 1973) também conhecido pelo pseudônimo Mencius Moldbug, é um blogueiro e cientista da computação estadunidense. Yarvin e suas ideias são frequentemente associadas à direita alternativa. Ele é conhecido, junto com o filósofo Nick Land, por desenvolver as ideias anti-igualitárias e antidemocráticas do Iluminismo das Trevas, ou movimento Neorreacionário (NRx).
Yarvin está vinculado ao site Breitbart News, ao ex-estrategista-chefe da Casa Branca, Steve Bannon e o investidor bilionário Peter Thiel. O vice-presidente dos Estados Unidos J. D. Vance citou Yarvin como uma influência.
Em 2002, Yarvin começou a trabalhar em um projeto de software pessoal que eventualmente se tornou a plataforma de computação em rede Urbit. Em 2019, ele se demitiu da Tlon, empresa que ele cofundou para gerenciar e desenvolver a Urbit.

## Pensamento

### Opiniões políticas
Em sua juventude, Yarvin foi influenciado pelo libertarianismo e estudou as obras de Ludwig von Mises e Murray Rothbard. A leitura de Thomas Carlyle por Yarvin o convenceu de que o libertarianismo sem a inclusão do autoritarismo era um projeto condenado, e o livro de Hans-Hermann Hoppe, Democracia: o Deus que Falhou marcou a primeira ruptura de Yarvin com a democracia. Outra influência foi James Burnham, que afirmou que a verdadeira política ocorria através das ações das elites, sob o que chamou de aparente retórica democrática ou socialista.
Na década de 2000, o fracasso da construção de nação liderada pelos EUA no Iraque e Afeganistão fortaleceram as opiniões antidemocráticas de Yarvin, a resposta do governo dos EUA à crise financeira de 2008 reforçou as suas convicções libertárias e a eleição de Barack Obama como presidente dos EUA reforçou a sua crença de que a história se move inevitavelmente em direção a sociedades de tendência esquerdista e progressista. Yarvin acredita que a verdadeiro poder político nos Estados Unidos é uma coligação de universidades estabelecidas e de meios de comunicação de massa, que ele chama de “Catedral”. Estes representariam uma classe social idealista e quase religioso chamada "brâmane". Segundo ele, isso prejudicaria a ordem da sociedade e seria baseado em ilusões. Na verdade, a função do Estado deveria ser apenas uma governação funcional e eficiente e não a implementação de princípios universais. A divisão e a expansão da soberania política nas sociedades democráticas também levariam a um Estado em constante expansão.
Yarvin defende uma filosofia "neocameralista" baseada no cameralismo de Frederico II da Prússia. Yarvin vê a democracia como ineficiente e um desperdício, e rejeita eleições livres e direitos democráticos. Ele defende a transformação dos estados existentes num grande número de pequenos estados administrados como sociedades anônimas, cujos acionistas elegem um executivo com poder total, sem a participação da população em geral, que poderia governar eficientemente como um CEO-monarca. Segundo esta visão, o Estado seria uma empresa proprietária de um território. Yarvin admira o líder chinês Deng Xiaoping por seu autoritarismo pragmático e orientado para o mercado, e a cidade-estado de Singapura como um regime autoritário bem-sucedido. Para ele, a competição entre estados e a possibilidade de migração de um estado para outro limitariam o seu possível despotismo e restrições à liberdade individual.